# Greetings from Asbury Park, N.J.
Greetings from Asbury Park, N.J. – debiutancki album studyjny amerykańskiego muzyka rockowego Bruce’a Springsteena, wydany 5 stycznia 1973 przez Columbia Records. Album został nagrany wraz z grupą towarzyszącą Springsteena The E Street Band.
Singlami z płyty były „Blinded by the Light” i „Spirit in the Night”. Żaden z singli nie wszedł na amerykańską listę przebojów, lecz cover „Blinded by the Light” wykonany przez zespół Manfred Mann’s Earth Band podbił listę amerykańską i kanadyjską. Sam album wspiął się na miejsce 60 Billboard 200.
W 2003 Greetings from Asbury Park, N.J. został sklasyfikowany na 379. miejscu listy 500 albumów wszech czasów dwutygodnika „Rolling Stone”.

## Lista utworów
Wszystkie utwory napisane przez Bruce’a Springsteena.
| Nr | Tytuł                                 | Długość |
| -- | ------------------------------------- | ------- |
| 1. | „Blinded by the Light”                | 5:06    |
| 2. | „Growin’ Up”                          | 3:05    |
| 3. | „Mary Queen of Arkansas”              | 5:21    |
| 4. | „Does This Bus Stop at 82nd Street?”  | 2:05    |
| 5. | „Lost in the Flood”                   | 5:17    |
| 6. | „The Angel”                           | 3:24    |
| 7. | „For You”                             | 4:40    |
| 8. | „Spirit in the Night”                 | 5:00    |
| 9. | „It’s Hard to Be a Saint in the City” | 3:13    |

## Twórcy
- Jack Ashkinazy – miksowanie
- John Berg – zaprojektowanie okładki
- Clarence Clemons – saksofon, wokal wspierający, klaskanie
- Richard Davis – kontrabas (6)
- Louis Lahav – inżynier dźwięku
- Fred Lombardi – zaprojektowanie tylnej okładki
- Vinnie Lopez – perkusja, wokal wspierający, klaskanie
- David Sancious – pianino, organy, keyboardy
- Bruce Springsteen – wokal wiodący, gitara akustyczna, gitara elektryczna, harmonijka ustna, gitara basowa, pianino, keyboardy, klaskanie
- Garry Tallent – gitara basowa
- Harold Wheeler – pianino (1, 8)

## Pozycje na listach przebojów
Pozycje w 1973.
| Kraj              | Lista             | Najwyższa pozycja |
| ----------------- | ----------------- | ----------------- |
| Stany Zjednoczone | Billboard 200     | 60                |
| Szwecja           | Sverigetopplistan | 35                |
| Wielka Brytania   | UK Albums Chart   | 41                |

## Certyfikaty
| Kraj                     | Status             | Sprzedaż  |
| ------------------------ | ------------------ | --------- |
| Wielka Brytania (BPI)    | Srebrna płyta      | 60 000    |
| Stany Zjednoczone (RIAA) | 2x platynowa płyta | 2 000 000 |